# Heja Blåvitt

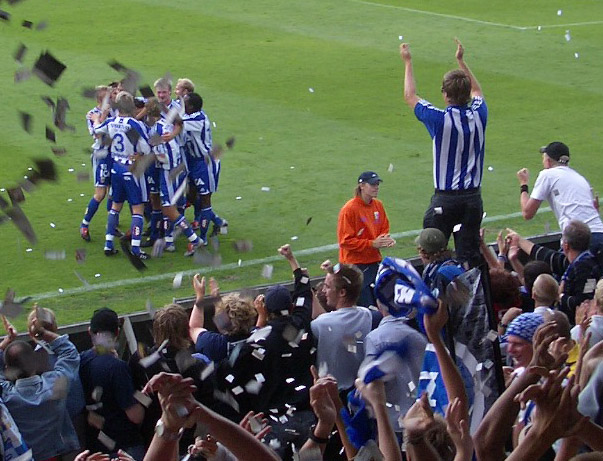
IFK Göteborg

Heja Blåvitt, skriven av Gert Lengstrand, är en av den svenska fotbollsklubben IFK Göteborgs kampsånger. Dansbandet Schytts spelade 1976 in den på albumet "Änglalåtar".
Fram till 2009 var låten IFK Göteborgs inmarschlåt på lagets hemmamatcher. Inmarschlåten byttes då till Snart skiner Poseidon.
Låtens refräng spelas upp i Ullevis högtalarsystem i samband med att IFK Göteborg har gjort mål.

### Fotnoter
1. ↑  ”Änglalåtar”. Svensk mediedatabas. 20 augusti 1976. Arkiverad från originalet den 21 september 2013. https://web.archive.org/web/20130921055101/http://smdb.kb.se/catalog/id/001455023. Läst 9 maj 2011.
2. ↑  ”Ny inmarschlåt klar”. 25 mars 2009. http://www.svenskafans.com/fotboll/288071.aspx. Läst 18 maj 2017.